# Dwór w Bezdanach
Dwór w Bezdanach – zabytkowy dwór w Bezdanach, w rejonie wileńskim.

## Historia
Dwór w Bezdanach zbudowano w 1516 roku. Budowla została przez króla Zygmunta I Starego nadana wraz z okalającym majątkiem przełożonemu mennicy Ulrykowi Hozjuszowi. Następnie dwór był własnością jego syna Jana i wnuka Ulryka, który w 1605 roku sprzedał dobra bezdańskie kanonikowi wileńskiemu, a ten kolejne cztery lata później podarował je jezuitom. Po kasacie tego zakonu król Stanisław II August nadał je (1774) pisarzowi litewskiemu Mikołajowi Łopacińskiemu.
Obecny wygląd zawdzięcza przebudowie w stylu klasycystycznym. Jest to budynek piętrowy, podpiwniczony z wieżyczką. Pałac jest dziś własnością prywatną.

## Legenda
Według legendy w jego podziemiach ukryto skarby Ulryka Hozjusza.